# 欧通 (上普罗旺斯阿尔卑斯省)
欧通（法語：Authon，法語發音：[otɔ̃]）是法国上普罗旺斯阿尔卑斯省的一个市镇，属于福卡尔基耶区。

## 地理
欧通（44°14'18"N, 6°7'35"E）面积40.16 平方千米，位于法国普罗旺斯-阿尔卑斯-蓝色海岸大区上普罗旺斯阿尔卑斯省，该省份为法国东南部内陆省份，北起上阿尔卑斯省，西接沃克吕兹省，西北接德龙省，南至瓦尔省，东临滨海阿尔卑斯省，东北部与意大利接壤。
与欧通接壤的市镇（或旧市镇、城区）包括：巴勒、巴永、勒卡斯泰拉尔梅朗、加拉布尔河畔拉罗比讷、上迪伊、圣热涅、瓦拉瓦尔。

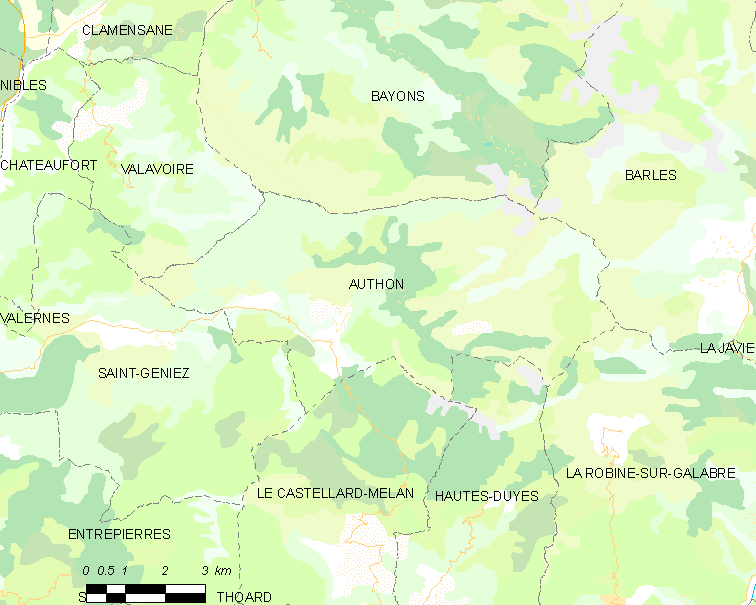
的OSM定位图

欧通的时区为UTC+01:00、UTC+02:00（夏令时）。

## 行政
欧通的邮政编码为04200，INSEE市镇编码为04016。

## 政治
欧通所属的省级选区为锡斯特龙县。

## 人口

1962-2008年间人口变化图示

欧通于2022年1月1日时的人口数量为59人。